# Monospecifico
Monospecifico è un termine che in tassonomia designa un gruppo di una sola specie.

## Botanica
In botanica significa che un taxon ha una sola specie; il Ginkgo è per esempio un genere monospecifico, mentre le Ginkgoaceae sono una famiglia monospecifica. 

## Zoologia
In zoologia monospecifico si riferisce a un taxon che contiene solamente un taxon immediatamente subordinato. Per esempio, un genere monospecifico ha solo una specie. Così, si può dire che il taxon contenuto è monospecifico all'interno di uno più grande; un genere monospecifico all'interno di una famiglia.
Un esempio è il genere Tarsius che è monospecifico all'interno della famiglia dei Tarsiidae (che è di per sé monospecifica, dei Tarsiiformes). Un esempio di specie monospecifica è il guacamayo Anodorhynchus hyacinthinus che, discontinuando il taxon nominato, non include nessun taxon subordinato (sottospecie). Invece, il pappagallo Amazona farinosa non è una specie monospecifica, perché ha vari taxa subordinati (sottospecie).